# Bouchra Karboubi
Bouchra Karboubi (Marruecos, 15 de mayo de 1987) es una árbitra de fútbol marroquí internacional desde 2016.

## Biografía
Nació en 1987, Karboubi empezó a jugar fútbol en su país pero, en 2001, decidió hacerse árbitra.
Hizo historia en octubre de 2020, al haber sido la primera mujer en arbitrar un partido de la Liga de Fútbol de Marruecos en más de 15 años.

## Participaciones
Ha participado en los siguientes torneos:
- Liga de Fútbol de Marruecos
- Copa del Trono
- Copa Africana de Naciones Femenina 2018
- Copa Africana de Naciones Femenina 2022
- Copa Mundial Femenina de Fútbol Sub-17 de 2022
- Copa Mundial Femenina de Fútbol de 2023